# Eric Gryba
Eric Gryba (* 14. April 1988 in Saskatoon, Saskatchewan) ist ein ehemaliger kanadischer Eishockeyspieler. Der Verteidiger bestritt insgesamt über 300 Partien für die Ottawa Senators, Edmonton Oilers und New Jersey Devils in der National Hockey League.

## Karriere
Gryba war zunächst von 2003 bis 2005 für die Saskatoon Contacts aus der Saskatchewan Midget AAA Hockey League aktiv. In der Saison 2005/06 stand er für die Green Bay Gamblers in der US-amerikanischen Juniorenliga United States Hockey League auf dem Eis, ehe der Verteidiger im Anschluss ein Studium an der Boston University begann und für deren Eishockeymannschaft, die Boston University Terriers, in der Hockey East auflief. Bereits zuvor war der Verteidiger beim NHL Entry Draft 2006 in der dritten Runde an insgesamt 68. Position von den Ottawa Senators ausgewählt worden. In der Saison 2008/09 gewann er mit dem Team sowohl die Meisterschaft der Hockey East als auch die NCAA Division-I-Championship. In seiner letzten Spielzeit im Universitätsteam, die Saison 2009/10, lief der Rechtsschütze gemeinsam mit Nick Bonino als Assistenzkapitän aufs Eis.
Im März 2010 unterzeichnete der Kanadier einen zweijährigen Einstiegsvertrag bei den Ottawa Senators und debütierte in derselben Spielzeit für deren AHL-Farmteam, die Binghamton Senators, auf Profiebene. In der folgenden Saison 2010/11 gewann er mit Binghamton den Calder Cup. Seit Beginn der Saison 2013/14 kam Gryba ausschließlich in der NHL zum Einsatz. Im Juni 2015 wurde er von den Edmonton Oilers verpflichtet, die ihrerseits ein Viertrunden-Wahlrecht für den NHL Entry Draft 2015 sowie das Nachwuchstalent Travis Ewanyk an die Senators abgaben. Gryba verblieb drei Jahre im Franchise Edmontons, ehe er nach 117 Einsätzen für das Team im Juni 2018 gemäß den Regularien auf den Waiver gesetzt wurde, um ihm das letzte Jahr seines Vertrages ausbezahlen zu können.
Anschließend wechselte Gryba im Juli 2018 als Free Agent zu den New Jersey Devils. Dort kam er überwiegend bei den Binghamton Devils in der AHL zum Einsatz und verkündete anschließend im September 2019 das Ende seiner aktiven Karriere. Inklusive Playoffs hatte er 302 NHL-Spiele bestritten.

## Erfolge und Auszeichnungen
- 2009 Lamoriello-Trophy-Gewinn mit der Boston University
- 2009 NCAA-Division-I-Championship mit der Boston University
- 2011 Calder-Cup-Gewinn mit den Binghamton Senators
- 2013 Teilnahme am AHL All-Star Classic

## Karrierestatistik
(Legende zur Spielerstatistik: Sp oder GP = absolvierte Spiele; T oder G = erzielte Tore; V oder A = erzielte Assists; Pkt oder Pts = erzielte Scorerpunkte; SM oder PIM = erhaltene Strafminuten; +/− = Plus/Minus-Bilanz; PP = erzielte Überzahltore; SH = erzielte Unterzahltore; GW = erzielte Siegtore; 1 Play-downs/Relegation; Kursiv: Statistik nicht vollständig)